# Kreekrug

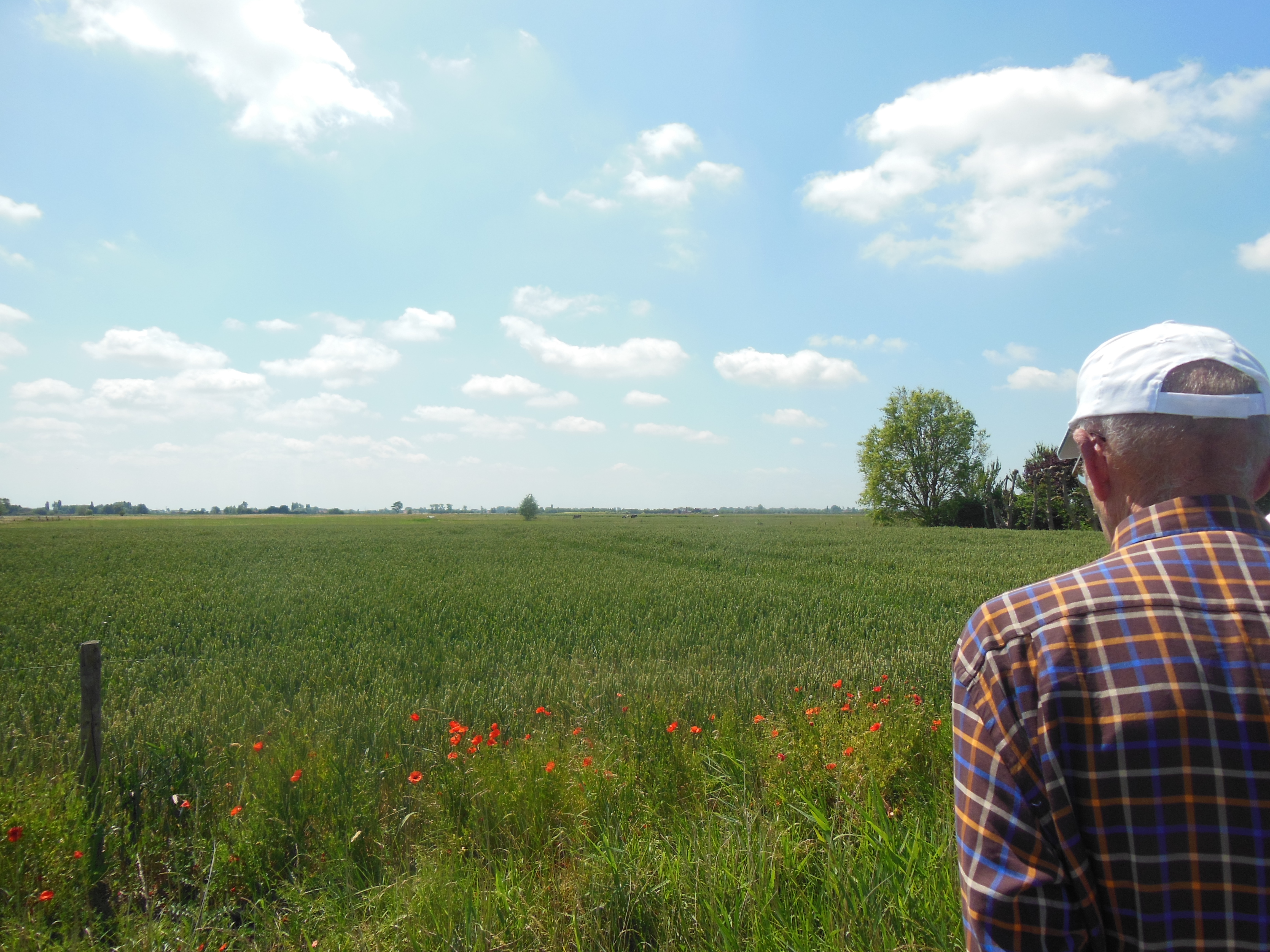
Kreekrug bij Lampernisse

Een kreekrug (ook wel (getij-)inversierug) is een hoger gelegen zone in een voormalig wadgebied. Ze zijn gevormd door in geulen afgezet zand. 
Doordat het omringende veen door inklinken in volume is afgenomen, zijn de voormalige kreken tegenwoordig duidelijk herkenbaar als verhoging in het polderlandschap; een voorbeeld van reliëfinversie. Doordat deze gebieden hoger in het landschap liggen, was dit een logisch droge plaats voor bebouwing. Zodoende is de karakteristieke lintbebouwing ontstaan. 

## Ontstaan
Voor het indijken was wat nu polders zijn een waddengebied, gekenmerkt door uitgestrekte schorren die onderbroken werden door getijdengeulen. Op de schorren werd klei afgezet terwijl in de geulen zand werd afgezet. Ook de oeverwallen van de geulen bestonden uit zandruggen die iets boven het schorrenoppervlak uitstaken. Uiteindelijk verlandden de geulen tot er onbeduidende kreekjes overbleven die uiteindelijk ook tot schorren evolueerden. 
Na de indijking werd het land beter toegankelijk gemaakt door het graven van sloten. Hierdoor werd de klei van de schorren en de eronder liggende veenlagen gedeeltelijk ontwaterd, zodat ze door inklinking in volume afnamen. De zandige afzettingen in de geulen met erboven liggende schorren werden veel minder in volume gereduceerd door ontwatering. Zo ontstond een duidelijk hoogteverschil, tot wel een halve meter, tussen oorspronkelijke schorren en getijdengeulen. De getijdengeulen die in het waddengebied het laagst gelegen waren, ontwikkelden zich in het polderlandschap dus tot de hoogste zones. In de literatuur zijn ze bekend als de kreekruggen.
Kreekruggen komen voor onder andere in de De Polders in Vlaanderen, in Zeeland, in West-Friesland en in Groningen.